# Michel Della Negra
Pour les articles homonymes, voir Michel Della Negra (homonymie).
Michel Della Negra, né en 1942, est un physicien des particules expérimental français. Il est l'un des protagonistes de la mise en place du grand collisionneur de hadrons (LHC) du CERN.

## Biographie
Polytechnicien de la promotion 1961, Michel Della Negra étudie les mathématiques et la physique théorique pour son doctorat au Laboratoire de physique nucléaire du Collège de France à Paris, soutenant sa thèse sur l'étude expérimentale de l'annihilation proton-antiproton en 1967. Dans les années 1970, à la suite de travaux postdoctoraux au Centre de l'accélérateur linéaire de Stanford (SLAC) à Palo Alto en Californie, il s'implique dans des projets de physique des hautes énergies au CERN à Genève en Suisse, où il travaille d'abord comme membre du groupe Intersecting Storage Rings. En 1977, il rejoint l'équipe dirigée par Carlo Rubbia et joue un rôle important dans la découverte des bosons W et Z en 1981. Della Nigra et son collègue de l'Imperial College London, Tejinder Singh Virdee, figurent parmi les premiers à envisager un détecteur hermétique (en) pour le grand collisionneur de hadrons (LHC) basé sur un champ magnétique fort, le solénoïde compact à muons (CMS), et est porte-parole du CMS entre 1992 et 2006. Avec les preuves de l'appareil LHC toroïdal A (ATLAS), les expériences du CMS sont cruciales pour la découverte du boson de Higgs en 2012. Depuis 2018, il est physicien émérite du département de physique du CERN, et CMS émérite à l'Imperial College de Londres.

## Récompenses
- 2012 : Prix de physique fondamentale (spécial)
- 2012 : Prix Julius Wess
- 2014 : Prix André Lagarrigue[3]